# Gemischter Vertrag
Als gemischter Vertrag wird in der Rechtswissenschaft ein Vertrag bezeichnet, der sich aus verschiedenen Vertragstypen zusammensetzt. 

## Allgemeines
Nicht alle Vertragstypen sind im Schuldrecht geregelt (wie z. B. Dienstvertrag, Kaufvertrag, Mietvertrag, Werkvertrag). Diese Vertragstypen bilden lediglich einen Teil der im Alltag vorkommenden Verträge, es gilt die schuldrechtliche Vertragsfreiheit. Neben die typisierten Verträge treten daher atypische (auch Vertrag sui generis oder im Schweizer Recht: Innominatverträge) und gemischte bzw. typengemischte Verträge, die Elemente typischer Verträge enthalten, sich aber nicht klar unter einen Typus subsumieren lassen.
Klassisches Beispiel des gemischten Vertrags ist der Beherbergungsvertrag, dessen Hauptleistungspflicht die Zimmervermietung ist, auf welche Mietvertragsrecht (gewerbliche Zimmervermietung) anzuwenden ist. Jedoch können je nach Inhalt des Vertrages auch Elemente des Dienstvertragsrechts (Zimmerservice), des Werkvertragsrechts (Hotelmahlzeiten), des Kaufrechts (Getränke), Leihvertrag (Geschirr) und der Verwahrung (Garderobe) anzuwenden sein.

## Einteilung
Man unterscheidet in der Rechtswissenschaft folgende Typen gemischter Verträge:
Typischer Vertrag mit andersartiger Nebenleistung
Die von einer Vertragspartei geschuldete Leistung entspricht vollständig einem Vertragstyp, die andere Partei schuldet jedoch zusätzlich eine andersartige Nebenleistung (z. B.: Zimmermiete mit Bedienung).
Typenkombinationsvertrag
Eine Partei schuldet Hauptleistungen, die mehreren verschiedenen Vertragstypen entsprechen (z. B.: Beherbergungsvertrag).
Gekoppelter Vertrag
Die Parteien tauschen Leistungen aus, die verschiedenen Vertragstypen entsprechen (z. B.: Hausmeistervertrag – der Hausmeister führt Reparaturen aus und hält das Haus instand, dafür darf er eine Wohnung kostenlos bewohnen).
Typenverschmelzungsvertrag
In der von einer Partei geschuldeten Leistung sind Elemente verschiedener Vertragstypen untrennbar miteinander verbunden. (z. B.: Gerüstbauvertrag, Konzertvertrag oder gemischte Schenkung).

## Rechtswissenschaftliche Behandlung
Die Rechtswissenschaft behandelt den gemischten Vertrag in drei Theorien:
- Absorptionstheorie: Sie hält das Recht der Hauptleistung für anwendbar.
- Kombinationstheorie: Anwendbar sind die jeweils für den betreffenden Vertragsbestandteil maßgeblichen Normen, Gegensätze werden nach dem mutmaßlichen Parteiwillen ausgeglichen.
- Theorie der analogen Rechtsanwendung: Sie gleicht zwar im Ergebnis der Kombinationstheorie, will jedoch die passenden Regelungen des Schuldrechts jeweils nur analog anwenden.

Keine der Theorien ist jedoch allein in der Lage, die rechtliche Behandlung der gemischten Verträge sinnvoll zu lösen. So kann eine Leistungsstörung einer Vertragsleistung das Interesse des Gläubigers an der gesamten Vertragserfüllung entfallen lassen. Daher ist mangels getroffener Abreden der mutmaßliche Parteiwille ausschlaggebend. Dieser bestimmt sich nach dem Vertragszweck, der Interessenlage der Beteiligten und nach der Verkehrssitte.

## Abgrenzung
Während ein gemischter Vertrag Elemente mehrerer gesetzlich geregelter (oder nicht geregelter) Formtypen vereinigt, stellt ein „Vertrag sui generis“ eine bewusst eigenständige Vertragsart dar. So weist etwa der Leasingvertrag, bei dem streitig ist, ob er ein gemischter oder ein Vertrag sui generis ist, Elemente des Kauf- wie des Mietvertrages auf. Ähnlich streitig wird der Franchisevertrag diskutiert, der teils als gemischter Vertrag, bisweilen in Form einer Typenkombination aber auch als Vertrag sui generis gesehen wird.